# UNI Records

Firmenlogo

UNI Records (Universal City Records) war eine US-amerikanische Schallplattenfirma, die von 1967 bis 1972 Platten der verschiedensten Genres der Unterhaltungsmusik veröffentlichte.

## Geschichte

Nr.-1-Hit:
Incense and Peppermints

Die Plattenfirma UNI Records wurde unter ihrem offiziellen Namen Universal City Records 1966 von dem US-amerikanischen Medienunternehmen MCA als Tochterfirma gegründet. Initiatoren waren der MCA-Direktor Ned Tanen und Russ Regan, der ehemalige MCA-Präsident und bekannte Musikpromoter. Regan wurde später General Manager von UNI. Als Firmensitz wurde Hollywood gewählt. Zunächst war vorgesehen, dass UNI hauptsächlich Rock- und Psychedelicmusik veröffentlichen sollte, später wurde das Repertoire auf Jazz-, Soul-, Country- und Comedyplatten erweitert. Die ersten Plattenproduktionen wurden 1967 auf den Markt gebracht. Erfolgreichste Interpreten bei UNI-Records waren Neil Diamond, Elton John und die Psychedelic-Rock-Gruppe Strawberry Alarm Clock. Elton John startete seine US-Karriere bei UNI, wo er seine ersten fünf Alben für den nordamerikanischen Markt herausbrachte. Auch Olivia Newton-Johns erstes US-Album erschien bei UNI. Neben den Briten Elton John und Olivia Newton-John veröffentlichte UNI zwischen 1968 und 1969 auch drei Singles des britischen Popstars Cliff Richard, die sich jedoch nicht auf dem amerikanischen Markt behaupten konnten. 1972 schuf MCA das neue Label MCA Records, als künftigen Partner für die bisher bei Decca, Kapp und UNI vertraglich gebundenen Interpreten. Der UNI-Katalog, der 1967 mit der Nummer 55001 begonnen hatte, wurde nach der Katalognummer 55356 geschlossen. In den Jahren 1988 und 1989 belebte MCA das Label UNI noch einmal für kurze Zeit. Danach verschwand es endgültig vom Markt. Zwischen 1967 und 1972 hatte UNI etwa 360 Singles und 140 Langspielplatten herausgebracht. In der Phase von 1988 bis 1989 erschienen noch einmal sechs Langspielplatten.

## Erfolgreiche UNI-Singles
| Interpreten            | Titel                   | Katalog-Nr. | Jahr | US Top 10 |
| ---------------------- | ----------------------- | ----------- | ---- | --------- |
| Strawberry Alarm Clock | Incense and Peppermints | 55018       | 1967 | 1.        |
| Hugh Masekela          | Grazing In The Grass    | 55066       | 1968 | 1.        |
| The Foundations        | Build Me Up Buttercup   | 55101       | 1968 | 3.        |
| Desmond Dekker         | Israelites              | 55129       | 1969 | 9.        |
| Neil Diamond           | Sweet Caroline          | 55136       | 1969 | 4.        |
| Neil Diamond           | Holly Holy              | 55175       | 1969 | 6.        |
| Brian Hyland           | Gypsy Woman             | 55240       | 1970 | 3.        |
| Neil Diamond           | Cracklin’ Rosie         | 55250       | 1970 | 1.        |
| Elton John             | Your Song               | 55265       | 1970 | 8.        |
| Neil Diamond           | I Am… I Said            | 55278       | 1971 | 4.        |
| Neil Diamond           | Song Sung Blue          | 55326       | 1972 | 1.        |
| Elton John             | Rocket Man              | 55328       | 1972 | 6.        |
| Elton John             | Honky Cat               | 55343       | 1972 | 8.        |

## UNI-LPs in den US Top 50
| Katalog-Nr. | Titel                    | Interpreten            | Jahr | Chartpos. |
| ----------- | ------------------------ | ---------------------- | ---- | --------- |
| 73014       | Incense and Peppermints  | Strawberry Alarm Clock | 1967 | 11.       |
| 73028       | The Promise of a Future  | Hugh Masekela          | 1968 | 17.       |
| 73071       | Touching You Touching Me | Neil Diamond           | 1969 | 30.       |
| 73084       | Gold                     | Neil Diamond           | 1970 | 10.       |
| 73090       | Elton John               | Elton John             | 1970 | 4.        |
| 73092       | Tap Root Manuscript      | Neil Diamond           | 1970 | 13.       |
| 73096       | Tumbleweed Connection    | Elton John             | 1971 | 5.        |
| 93105       | 11-17-70                 | Elton John             | 1971 | 11.       |
| 93106       | Stones                   | Neil Diamond           | 1971 | 11.       |
| 93120       | Madman Across the Water  | Elton John             | 1971 | 8.        |
| 93135       | Honky Château            | Elton John             | 1972 | 1.        |
| 93136       | Moods                    | Neil Diamond           | 1972 | 5.        |